# Jupiter ACE
Jupiter ACE — домашний компьютер, производившийся в 1980-е годы британской компанией Jupiter Cantab и названный в честь одного из первых британских компьютеров ACE. Компания была основана Ричардом Альтвассером и Стивеном Виккерсом, являвшимися до этого ведущими разработчиками соответственно аппаратной и программной части компьютеров ZX81, и ZX Spectrum.

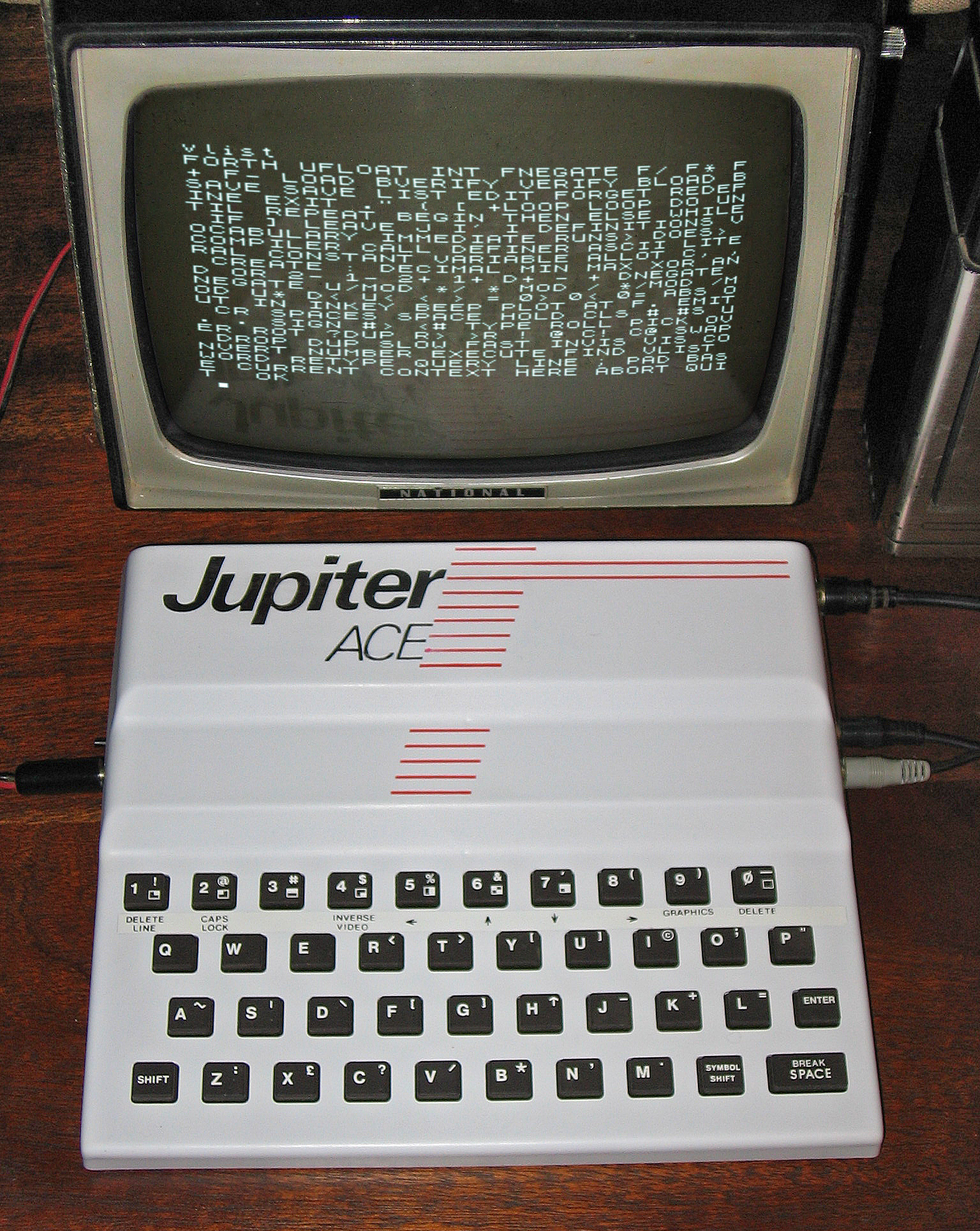
Jupiter Ace в работе

Jupiter ACE белого цвета с чёрными резиновыми клавишами в некоторой степени напоминал ZX81. Устройством вывода данных служил телевизор, а программы сохранялись и загружались с магнитной ленты, что в то время было общепринято. Компьютер был создан на основе микропроцессора Zilog Z80 с частотой 3,25 МГц и обладал оперативной памятью в 3 kib, расширяемой до 51 kib. Физически, видеопамять, память знакогенератора, и программная память имели ёмкость по 1kib каждая, и состояли из двух четырёхразрядных микросхем ёмкостью 0,5 kib. Полный доступ со стороны процессора был только к видеопамяти и программной памяти, а к памяти знакогенератора только на запись. Из 1kib видеопамяти, экран занимал первые 768 байт, а остальные 256 байт можно было использовать в качестве дополнительной памяти программ. Несмотря на то, что компьютер имел единственный текстовый чёрно-белый видеорежим 24 строки по 32 символа, он мог отображать произвольные символы псевдографики за счёт возможности загрузки их в память знакогенератора. Все 128 доступных ASCII символа могли быть переопределены как произвольный точечный рисунок размером 8 на 8 пикселей. Так же, как и в ZX Spectrum, аудиовозможности были ограничены однобитным сигналом, а в качестве выхода использовался маленький встроенный динамик.
Хотя внешне Jupiter ACE имел сходство с компьютером Синклера ZX81, а архитектурно в некоторой степени с ZX Spectrum, но в отличие от них, аппаратно он был реализован только на ТТЛ-логике без использования ULA (Uncommitted Logic Array). Шрифт и набор символов были идентичны спектрумовским, но в отличие от Spectrum на экран выводился белый текст на чёрном фоне, также, в отличие от ZX81, вывод обрабатывался аппаратно. Несмотря на то, что клавиатура была того же типа, что и у Spectrum, на ней отсутствовала возможность ввода ключевых слов одним нажатием. В отличие от компьютеров Синклера, Jupiter ACE имел дополнительный интерфейс для подключения внешней цветной графической платы, которая так и не была выпущена.
Несмотря на схожесть по аппаратным возможностям с ZX81, основным отличием всё же было то, что разработчики Jupiter ACE с самого начала ориентировали компьютер под программистов, что и предопределило его дальнейшую судьбу. Вместо BASIC, в компьютере использовался в качестве языка операционной системы встроенный компилятор языка Forth. Диалект Forth использовавшийся в Jupiter ACE был основан в большей степени на Forth-79, чем на FIG-Forth, хотя и имел некоторые отклонения от него. В частности не использовались экраны и редактор был больше похож на редактор Синклера, чем на оригинальный редактор Forth. Интересным нововведением являлось то, что он не хранил текст программы на Forth (как это делали другие Forth-системы), а компилировал код после написания и хранил его в памяти в формате готовом к запуску. Если возникала необходимость в редактировании исходного кода, то программа тут же декомпилировалась обратно в текстовый вид. Это сокращало требуемый объём памяти и время записи и чтения программы с кассетной ленты. Jupiter ACE обладал 8 КБ ПЗУ, в котором содержалась операционная система, ядро Forth и предопределённый словарь зарезервированных для Forth слов. Несколько слов были взяты из Sinclair BASIC. Какая-то часть программного обеспечения находящегося в ПЗУ была написана в машинном коде Z80, а какая-то на Forth, что в целом давало достаточно элегантную операционную систему.
Хотя Forth и давал по заявлениям разработчиков «десятикратное преимущество в скорости» по сравнению с интерпретируемым BASIC, использовавшимся в других компьютерах, но использование такого необычного языка программирования в совокупности со скудными звуковыми и графическим возможностями по сравнению с наступавшими конкурентами, предопределило для Jupiter ACE довольно узкую рыночную нишу, вследствие чего продажи компьютера никогда не были очень большими. А к 2000-м годам оригинальные рабочие экземпляры стали вообще труднодоступны рядовым пользователям, превратившись в коллекционные раритеты. Поэтому сейчас единственным широкодоступным способом познакомиться с возможностями этого компьютера является использование его программных эмуляторов. Так например эмулятор MAME позволяет эмулировать работу различных бытовых компьютеров и приставок, среди которых есть и Jupiter ACE.